# Casamento entre pessoas do mesmo sexo em Portugal
A Assembleia da República aprovou com 126 votos a favor, 97 contra e 7 abstenções no dia 8 de janeiro de 2010, o acesso ao casamento civil entre pessoas do mesmo sexo em Portugal, com exclusão da adopção. A lei foi aprovada na especialidade no dia 11 de fevereiro de 2010 e analisada pelo Tribunal Constitucional que não viu problemas de constitucionalidade em 8 de abril. A 17 de maio, o Presidente da República promulgou a lei. A mesma foi publicada em 31 de maio e entrou em vigor a 5 de Junho. Deste modo, Portugal passou a ser o oitavo país do mundo a realizar em todo território nacional casamentos civis entre pessoas do mesmo sexo, juntando-se aos Países Baixos, Espanha, Bélgica, África do Sul, Canadá, Noruega e Suécia. A Islândia e a Argentina seguiram-lhe o exemplo no mesmo ano. A lei do casamento não permitia a adoção por casais homossexuais; porém, em dezembro de 2015, o Parlamento português aprovou a adoção, que sofreu veto do presidente conservador Aníbal Cavaco Silva. Em fevereiro de 2016, o Parlamento derrubou o veto presidencial, confirmando a legalidade da adoção.

## História

Casamento homossexual reconhecido
Uniões civis reconhecidas
Concubinato homossexual reconhecido
Não reconhecido ou status desconhecido
Casamento homossexual proibido

No debate parlamentar sobre o casamento entre pessoas do mesmo sexo na Assembleia da República, o PS, o PEV, o PCP e Bloco de Esquerda votaram a favor da legalização, enquanto que o CDS-PP e o PSD votaram contra. O PSD anuncio um projecto de lei alternativo ao casamento, embora sem grande sucesso, foi chumbado por toda a esquerda parlamentar.
No fim da reunião do conselho de Ministros do dia 17 de Dezembro de 2009, o Governo português aprovou as alterações ao Código Civil que permitem o casamento entre pessoas do mesmo sexo, mas que por outro lado excluem "clara e explicitamente" a possibilidade das mesmas se reflectirem em matéria de adopção. O ministro da presidência anunciou que a proposta de lei, que será enviada para a Assembleia da República, elimina as referências "que supõem tratar o casamento necessariamente como contrato entre pessoas de sexo diferente".
A moção do líder do PS José Sócrates no dia 18 de Janeiro de 2009 apresentada, define como meta nas legislativas a maioria absoluta, defende o "casamento civil entre pessoas do mesmo sexo". Ao nível dos direitos para a promoção da igualdade, a moção do secretário-geral do PS estabelece como prioridade "o combate a todas as formas de discriminação e a remoção, na próxima legislatura, das barreiras jurídicas à realização do casamento civil entre pessoas do mesmo sexo". Representantes indicaram que não está nos planos do partido permitir a adopção por duas pessoas do mesmo sexo, embora a questão não tenha sido completamente posta de parte por outros.
Dois projectos de Lei foram apresentados pelo Bloco de Esquerda (BE) em Fevereiro de 2006 e o Partido Os Verdes (PEV) em Março do mesmo ano. No entanto os projectos só foram agendados para discussão em Setembro de 2008, tendo sido fixada a data de 10 de Outubro de 2008. As propostas foram chumbadas pelo PS, o PSD e o CDS-PP. O PCP e o PEV votaram a favor do projecto do PEV, mas abstiveram-se no projecto do BE. BE votou a favor do seu projecto, mas absteve-se no projecto do PEV. A votação neste particular caso foi polémica devido ao deputado Manuel Alegre, militante do PS (partido no governo, com maioria absoluta), ter quebrado a disciplina de voto, reivindicando que o mandato de um deputado deve ser exercido livremente pelo mesmo. Alguns deputados do PSD optaram pela abstenção, e Paulo Pereira Coelho votou mesmo a favor da proposta do PEV, contrariando a posição oficial do partido que não tinha imposto disciplina de voto.

### Cronologia
- 8 de janeiro - Votação em plenário na Assembleia da República (generalidade) - Parlamento aprova proposta do Governo[4]
- 10 de fevereiro - Aprovação na especialidade na Assembleia da República[5]
- 5 de março - Recepção do decreto pelo Presidente da República Aníbal Cavaco Silva[6]
- 13 de março - Presidente da República envia diploma para Tribunal Constitucional[7]
- 8 de abril - Parecer do Tribunal Constitucional, não há inconstitucionalidade[8]
- 23 de abril - Termina o prazo para uma eventual aclaração, reforma ou pedido de nulidade do acórdão
- 26 de abril - Tribunal Constitucional envia acórdão para publicação em Diário da República[9]
- 28 de abril - Publicação do acórdão em Diário da República[10]
- 17 de maio - Presidente promulga o diploma[11]
- 31 de maio - Legalização do casamento entre pessoas do mesmo sexo - Publicação da Lei em Diário da República[12]
- 5 de junho - Entrada em vigor da nova lei
- 7 de junho - Celebrado casamento de Helena e Teresa - 1º Casamento entre pessoas do mesmo sexo em Portugal[13]
- 23 de junho - Celebrado casamento de Denise e Vera - 1º CEPMS fora de Portugal à luz da nova legislação[14]
- 16 de julho - O Instituto dos Registos e Notariado despacha a deliberação de permissividade a CEPMS entre portugueses e estrangeiros, e entre estrangeiros, em Portugal[15]
- 19 de julho - Fim das barreiras legais para com o CEPMS entre portugueses e estrangeiros, e entre estrangeiros, em Portugal (emissão do despacho pelo IRN)[16]
- 29 de agosto - Celebrado casamento de Cláudio e Manoel - 1º Casamento entre pessoas do mesmo sexo na Região Autónoma dos Açores[17]

## Estatísticas

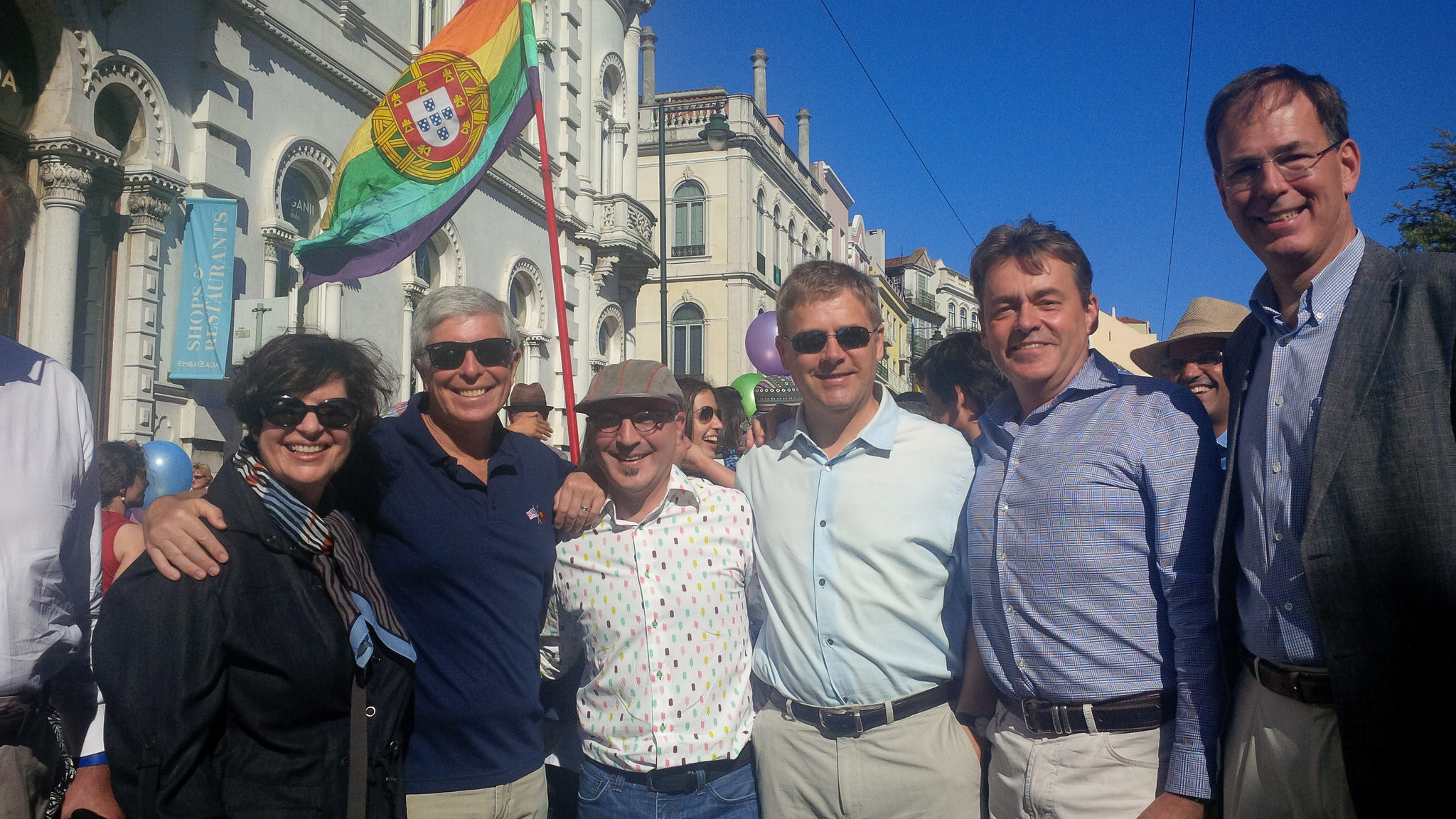
Da esquerda, Embaixadora Israelita Tzipora Rimon, Embaixador dos EUA Robert Sherman, Embaixador Canadiano Jeffrey Marder, Embaixador Dinamarquês Michael Suhr, Embaixador Belga Boudewijn Dereymaerker e Embaixador Holandês Govert de Vroe na Marcha de Orgulho LGBTI de 2016 em Lisboa

O casamento civil entre pessoas do mesmo sexo em Portugal entrou em vigor a 5 de junho de 2010 tendo ocorrido o primeiro no dia 7 de junho de 2010. As mulheres casaram menos - protagonizaram três em cada dez enlaces. O litoral mais urbanizado pesa mais, nomeadamente em Lisboa, Porto e Setúbal. Entre 1 de janeiro e 31 de dezembro de 2010, Portugal registou 30.286 casamentos - 277 entre pessoas do mesmo sexo, sensivelmente 1% do total de casamentos. No entanto os casamentos entre pessoas do mesmo sexo só começaram a ser realizados a 7 de junho de 2010, já a meio do ano em análise.
Um ano após a lei ter entrado em vigor, a 5 de junho do ano passado, registaram-se 380 casamentos entre pessoas do mesmo sexo em Portugal, a que se juntaram outros 30 nos consulados portugueses no estrangeiro. Nove meses após a aprovação da lei, haviam sido registados dois divórcios entre pessoas do mesmo sexo.
Dos casamentos celebrados em 2017 em Portugal, 33.111 realizaram-se entre pessoas de sexo oposto e 523 entre pessoas do mesmo sexo, tendo destes últimos sido 422 em 2016. 282 casamentos realizaram-se entre homens e 241 casamentos entre mulheres, sendo que em 2016 foram 249 e 173, respectivamente.

## Controvérsia

### Presidente da República
A 17 de Maio de 2010, o Presidente da República, Aníbal Cavaco Silva, após ter recebido o veredicto do Tribunal Constitucional de que, o diploma em questão não era inconstitucional, promulgou-o. No entanto, para tal, convocou uma conferência de imprensa para falar ao país de tal decisão, algo que só ocorre quando o Presidente tem em mãos algum assunto de extrema relevância para o país ou então, para saudar os Portugueses em ocasiões especiais, tais como após a sua tomada de posse ou, em dias simbólicos como o Dia de Ano Novo ou, o Dia de Portugal.
Ademais, não tendo só este ponto sido controverso, o mesmo apresentou um discurso de algum desagrado em relação à aprovação de tal lei, referindo por exemplo que, Portugal poderia ter adoptado a solução da união civil, uma figura jurídica que atribui os mesmos benefícios sociais, financeiros, fiscais e sucessórios a casais formados por pessoas do mesmo sexo e que, nessa mesma época era usada em países como a França, Alemanha, Suíça, Áustria, Reino Unido, entre outros; (alguns destes países entretanto já legalizaram também o casamento para homossexuais) países esses referidos por Cavaco, argumentando que, o facto de esses mesmos países não chamarem de casamento às uniões homossexuais não faz com que os mesmos sejam discriminatórios e retrógrados quanto às uniões homossexuais em relação às uniões heterossexuais. Mais, a união civil foi o regime proposto pelo PSD, partido que Cavaco suporta ideologicamente.
Assim, tudo indicava que o Presidente da República iria vetar o mesmo diploma, chegando mesmo a utilizar a palavra veto nesse mesmo discurso. Porém, utilizando o argumento de que os partidos que o tinham aprovado antes, o poderiam fazer de novo e de que, Portugal seria em breve tomado por uma onda de austeridade, (na semana anterior tinha sido aprovado o PEC1 que, já reduzia os salários da Função Pública) devido à grave crise que atravessava, não devia ser seu papel dividir ainda mais os Portugueses mas sim, juntá-los, utilizando este último argumento para promulgar o diploma, porém mantendo sempre a sua discordância quanto ao mesmo.
Tal facto gerou de imediato bastante polémica por parte de todos os grupos ideológicos, da esquerda à direita, incluindo a Igreja Católica, acusando Cavaco Silva de, estar a praticar engenharia social com o lobby gay, termo usado pelas alas mais conservadoras, como a extrema-direita, para conseguir a vitória nas presidenciais que, se disputaram apenas 7 meses depois. Membros da Igreja Católica afirmaram que Cavaco Silva tinha garantido ao Papa Bento XVI que, tinha terminado 3 dias antes uma visita a Portugal que, tudo faria para impedir o casamento homossexual num país com um enorme historial de tradições católicas. Inclusivamente o CDS-PP, o partido mais conservador com assento na Assembleia da República, ponderou retirar o apoio a Cavaco, que havia dado nas anteriores presidenciais em que o mesmo fora candidato, respectivamente de 1996 e 2006 e, apoiar um dos seus deputados, José Ribeiro e Castro. Porém, tal não aconteceu e, Cavaco venceu as presidenciais de 2011, conseguindo assim o segundo mandato como Presidente da República.

### Faculdade de Direito de Lisboa
A par da polémica gerada em torno do mais alto magistrado da nação, uma outra polémica causou este diploma, desta vez, entre um professor de Direito Constitucional II e alunos da Faculdade de Direito de Lisboa. Importante é de referir que o diploma foi promulgado em época de exames de avaliação nas universidades.
Como tal, num exame de Direito Constitucional II, e, aproveitando um certo estado de graça gerado em torno de tal diploma, o dito professor, pediu aos alunos que comparassem constitucionalmente o casamento homossexual ao casamento poligâmico e ao casamento de um ser humano com um animal vertebrado de outra espécie. Tal gerou incómodo perante os alunos daquela faculdade e demais juristas, afirmando que o Direito é algo imparcial que deve ver as situações de outras perspectivas e também que o casamento entre um ser humano e um animal era impossível, pelo simples facto de que um animal não possui personalidade jurídica, sendo considerado no Código Civil Português uma coisa móvel.